# USS Biloxi (CL-80)
El USS Biloxi (CL-80) de la Armada de los Estados Unidos fue un crucero ligero de la clase Cleveland. Fue puesto en gradas en 1941, botado en 1943 y asignado en 1943. Fue de baja en 1946 y desguazado. Su nombre honra a Biloxi, Misisipi.

## Construcción y características
Construido por Newport News Shipbuilding de Newport News, Virginia, fue puesto en gradas el 9 de julio de 1941, botado el 23 de febrero de 1943 y asignado el 31 de agosto de 1943.

## Historia de servicio

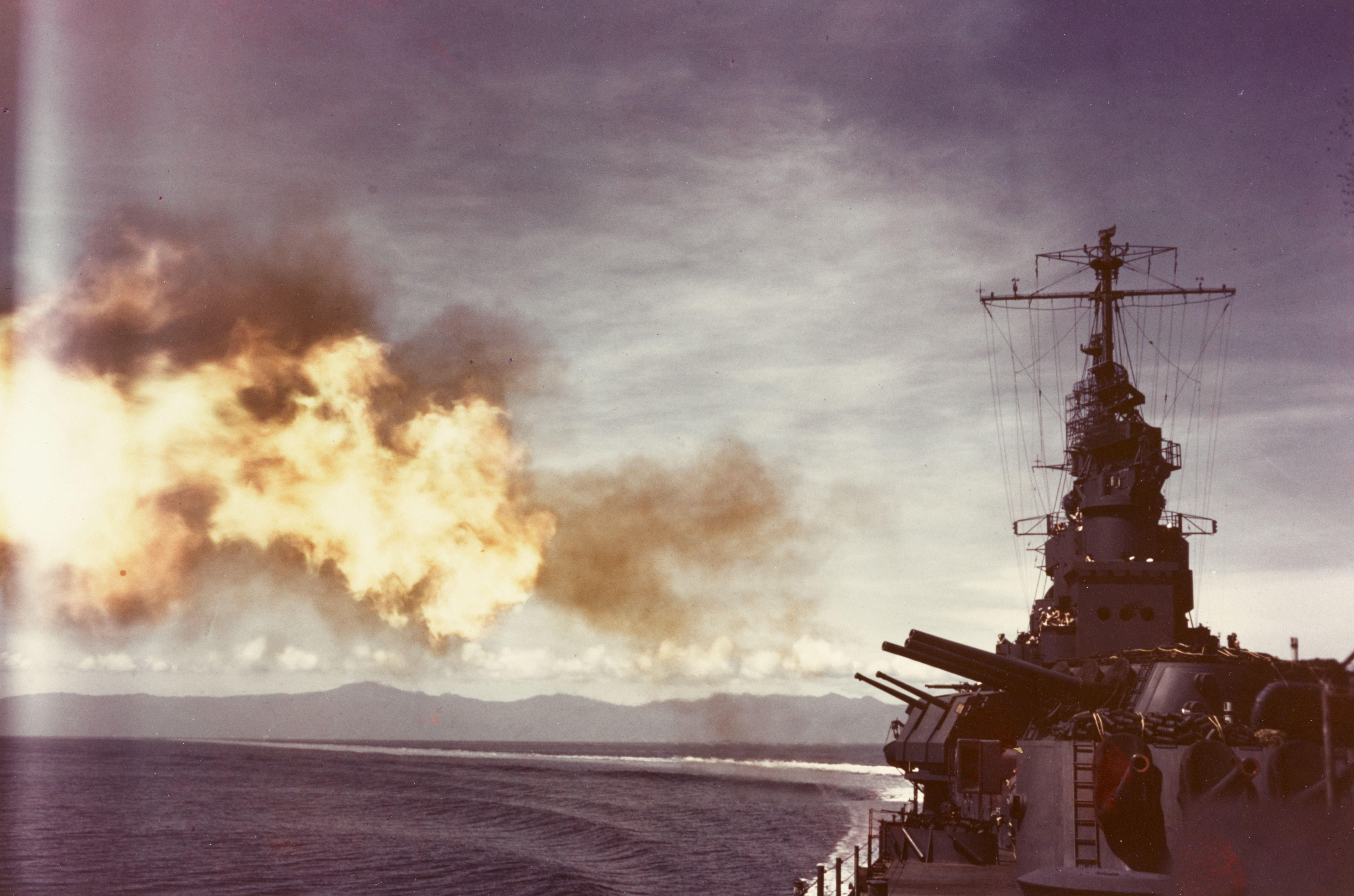
Fuego del USS Biloxi

En 1944 se unió al TG (task group) 53.5 y marchó a las Islas Marshall. Cumplió en bombardeo de costa recibiendo un rebote el 30 de enero. El 16 y 17 febrero como parte del TG 58.1 participó de la Operación Hailstone en el atolón Truk (Islas Carolinas).
Fue descomisionado el 29 de abril de 1947. Ganó nueve estrellas de batalla por la II Guerra Mundial. Fue recomisionado el 28 de noviembre de 1951. Fue de baja el 31 de mayo de 1956.